# Trekantområdet
Trekantområdet er geografisk set området mellem Vejle Fjord, Kolding Fjord og Lillebælt i det tidligere Vejle Amt med byerne Vejle, Fredericia og Kolding som de mest betydningsfulde.
De tre kommuner har siden begyndelsen af 1960'erne samarbejdet om at koordinere en række bymæssige funktioner.
Dette samarbejde har resulteret i et formaliseret samarbejde uden for Trekantområdet blandt kommunerne:  
| Kode  | Kommune            | Indbyggertal (2024) | Areal (2011) | Tæthed          |
| ----- | ------------------ | ------------------- | ------------ | --------------- |
| 530   | Billund Kommune    | 27.119              | 540,18 km²   | 50,2 indb./km²  |
| 607   | Fredericia Kommune | 52.485              | 133,57 km²   | 392,9 indb./km² |
| 510   | Haderslev Kommune  | 55.438              | 813,57 km²   | 68,1 indb./km²  |
| 621   | Kolding Kommune    | 94.932              | 604,51 km²   | 157 indb./km²   |
| 410   | Middelfart Kommune | 40.158              | 299,51 km²   | 134,1 indb./km² |
| 575   | Vejen Kommune      | 42.800              | 813,7 km²    | 52,6 indb./km²  |
| 630   | Vejle Kommune      | 121.696             | 1.059,93 km² | 114,8 indb./km² |
| I alt | I alt              | 434.628             | 4.264,97 km² | 90,2 indb./km²  |

De syv kommuner har tilsammen 434.628 indbyggere (2024).

## Eksterne links
- Trekantområdet